# Gran Premio Industria e Commercio di Prato 1950
Il Gran Premio Industria e Commercio di Prato 1950, quinta edizione della corsa, si svolse il 1º maggio 1950 su un percorso di 225 km, con partenza e arrivo a Prato. La vittoria fu appannaggio dello svizzero Ferdi Kübler, che completò il percorso in 5h58'30", alla media di 36,318 km/h, precedendo gli italiani Alfredo Martini e Dante Rivola.

## Ordine d'arrivo (Top 10)
| Pos. | Corridore        | Squadra         | Tempo    |
| ---- | ---------------- | --------------- | -------- |
| 1    | Ferdi Kübler     | Fréjus-Superga  | 5h58'30" |
| 2    | Alfredo Martini  | Taurea-Pirelli  | a 1'57"  |
| 3    | Dante Rivola     | Viscontea-Ursus | a 5'35"  |
| 4    | Giuseppe Minardi | Legnano         | s.t.     |
| 5    | Giacomo Zampieri | Bottecchia      | s.t.     |
| 6    | Giovanni Meazzo  | Ganna-Superga   | s.t.     |
| 7    | Sergio Pagliazzi | Arbos           | a 6'15"  |
| 8    | Giulio Bresci    | Bottecchia      | s.t.     |
| 9    | Adolfo Leoni     | Legnano         | a 7'17"  |
| 10   | Renzo Soldani    | Legnano         | s.t.     |